# Jan Niewiadomski (1922–1989)
Jan Niewiadomski ps. „Jurko” (ur. w 1922 w Masłomęczu, w powiecie Hrubieszów, zm. w 1989) – dowódca bojówek SB OUN Nadrejonu „Łyman” III Okręgu OUN, dowódca ostatniej grupy zbrojnej podziemia ukraińskiego w powiecie hrubieszowskim (1947–1949).  

## Życiorys
Prawdopodobnie był członkiem OUN jeszcze przed wojną.  W 1941 służył w Schutzpolizei, w stopniu rotenführera. Ranny leczył się w niemieckim szpitalu wojskowym, niedaleko francuskiej granicy. W 1943 powrócił do rodzinnej wsi, gdzie organizował podziemie. Początkowo referent gospodarczy 4. rejonu Nadrejonu „Łyman” III Okręgu OUN, a następnie strzelec w sotni Eugeniusza Jaszczuka „Dudy”. Później został dowódcą bojówek SB Nadrejonu „Łyman” III Okręgu OUN w rejonie Tomaszowa Lubelskiego, gdzie OUN prowadziło akcję przeciw polskiej ludności cywilnej. W walce z Polską Ludową współdziałał z podziemiem antykomunistycznym, z oddziałem Jana Leonowicza ps. „Burta”.
Jesienią 1947 zorganizował w lesie grabowieckim jedną z ostatnich grup zbrojnych ukraińskiego podziemia na Lubelszczyźnie, a ostatnią w powiecie hrubieszowskim. Grupa ta liczyła ok. 10 osób, przeprowadziła tylko jedną akcję zbrojną – 14 maja 1948 rozbroiła i pobiła milicjantów i ormowców w Stefankowicach, dokonywała także napadów rabunkowych w celu zdobycia żywności i odzieży. Na przełomie 1948 i 1949 członkowie grupy zostali wysłani przez Leona Łapińskiego na Ziemie Zachodnie, gdzie następnie zostali aresztowani. Łapiński, dawny referent SB III Okręgu OUN, odpowiedzialny za demobilizację oddziałów podziemia ukraińskiego był równocześnie tajnym współpracownikiem MBP.
Władze PRL planowały początkowo wykorzystać Niewiadomskiego w budowie fikcyjnej struktury OUN kontrolowanej przez MBP. Ostatecznie został jednak aresztowany 22 grudnia 1950 i po kilku miesiącach śledztwa przekazany do ZSRR, chociaż nie był obywatelem sowieckim. Tam został skazany na karę 25 lat pozbawienia wolności. We wrześniu 1955 został ponownie przekazany władzom polskim i skazany w kwietniu 1956 na karę dożywotniego pozbawienia wolności. Wyrok ten został w 1958 uchylony przez Sąd Najwyższy, który wymierzył mu karę 15 lat pozbawienia wolności, ale złagodził ją do lat 10. Niewiadomski opuścił zakład karny 25 października 1959.